# Lukas Ridgeston
Juraj Vrzgula, más conocido como Lukas Ridgeston (Bratislava, 5 de abril, de 1974), es un actor pornográfico, productor, editor y modelo eslovaco.

## Biografía
El seudónimo "Ridgeston" le fue puesto por la revista Freshmen Magazine ya que su nombre eslovaco era muy difícil de pronunciar en occidente.
Ridgeston es licenciado en arquitectura por la universidad de Bratislava; gracias a su afición por el deporte en 1993 conoció al director de cine pornográfico gay George Duroy, quien le propuso posar para un álbum fotográfico. Ridgeston, rápidamente comenzó a trabajar en este tipo de películas, convirtiéndose en una de las mayores figuras del cine pornográfico gay en el mundo. Excepto alguna película de serie B, todos sus filmes han sido realizados en la productora Bel Ami, propiedad del director George Duroy.
Al principio de su carrera Ridgeston sólo realizaba escenas dentro del rol gay activo, posteriormente probó con todo el resto de posturas sexuales, así por ejemplo, en las películas  Lukas' Story 2: When Boy Meets Boy o su más famoso filme Lucky Lukas realiza, como pasivo, junto al actor rumano Ion Davidov. 
En 2000 fue distinguido junto a Johan Paulik en los premios GayVN (convocados por la revista AVN como una sección homosexual de los premios AVN). Paulik y Ridgeston coprotagonizaron numerosas películas.
En la actualidad Ridgeston es el editor de la página web de Belami, productor, y en algunas ocasiones aparece en alguna de las películas de la famosa productora gay.
En 2012 dirigió la polémica película Scandal In The Vatican con escenas reales grabadas en la Ciudad del Vaticano en la que llega a aparecer el papa Benedicto XVI si bien su cara sale difuminada.

## Filmografía

### Actor
| - Forever Lukas (2013) - All About Bel Ami (2001) - Boy 2: Boys at Play (1996) - Boy 3: Boy Wonder (1996) - Boytropolis, Part 1 (Non-Sexual Role) - Boytropolis, Part 2 - Coverboys - Frisky Memories (1999) (softcore) - Frisky Summer 1: Best Friends (1995) - Frisky Summer 2: Sebastian (1996) - Hotel (1995–1997) (softcore) | - Lucky Lukas (1998) - Lukas in Love Series of two films - Lukas' Story Series of three films - A Man's World (1997) - The Private Life of Tim Hamilton (2006) - Scandal In The Vatican (2012) - Splash (2002) (softcore) - Studio Fantasies - Tender Strangers (1994) - Thinking XXX (HBO documentary, 2005) |

### Editor
- 101 Men Part 9 (2001)
- 101 Men Part 10 (2001)
- 101 Men Part 11 (2002)
- 101 Men Part 12 (2002)
- Personal Trainers: Part 7 (2003)

## Premios y reconocimientos
- 1996 Adult Erotic Gay Video Awards (the "Grabbys")
- 1999 Número uno del ranking de actores porno gais por la revista Unzipped
- 2000 GayVN Awards Mejor actor
- 2002 Mejor actor porno gay de todos los tiempos por la revista Unzipped
- 2006 GayVN Awards Mejor actor porno por una película extranjera en  Lukas in Love 3